# Kazım Gedik
Kazım Gedik (ur. 1938 w Konyi) – turecki zapaśnik walczący w stylu wolnym. Olimpijczyk z Rzymu 1960, gdzie zajął siedemnaste miejsce w kategorii 52 kg. 